# Tallahassee Tennis Challenger 2023
Il Tallahassee Tennis Challenger 2023 è stato un torneo maschile di tennis giocato sulla terra verde. È stata la 23ª edizione del torneo, facente parte della categoria Challenger 75 nell'ambito dell'ATP Challenger Tour 2023. Si è giocato al Forestmeadows Tennis Complex di Tallahassee, negli Stati Uniti, dal 17 al 23 aprile 2023.

## Partecipanti

### Teste di serie
| Nazionalità   | Giocatore            | Ranking* | Testa di serie |
| ------------- | -------------------- | -------- | -------------- |
| Cina          | Zhang Zhizhen        | 95       | 1              |
| Argentina     | Camilo Ugo Carabelli | 131      | 2              |
| Germania      | Dominik Koepfer      | 154      | 3              |
| Argentina     | Facundo Díaz Acosta  | 158      | 4              |
| Taipei cinese | Wu Tung-lin          | 164      | 5              |
| Belgio        | Zizou Bergs          | 165      | 6              |
| Francia       | Enzo Couacaud        | 183      | 7              |
| Giappone      | Rio Noguchi          | 208      | 8              |

* Ranking al 10 aprile 2023.

### Altri partecipanti
I seguenti giocatori hanno ricevuto una wild card per il tabellone principale:
- Kyle Kang
- Bruno Kuzuhara
- Thai-Son Kwiatkowski

I seguenti giocatori sono entrati in tabellone con il ranking protetto:
- Bjorn Fratangelo
- Christian Harrison
- Lucas Pouille

Il seguente giocatore è entrato in tabellone come alternate:
- Dmitrij Popko

I seguenti giocatori sono passati dalle qualificazioni:
- Martin Damm
- Federico Agustín Gómez
- Kyrian Jacquet
- Strong Kirchheimer
- Patrick Kypson
- Colin Sinclair

## Punti e montepremi
| Torneo    | Torneo              | V      | F     | SF    | QF    | 2T    | 1T  | Q | Q2  | Q1  |
| Singolare | Punti               | 75     | 50    | 30    | 16    | 7     | 0   | 4 | 2   | 0   |
| Singolare | Premi in denaro ($) | 10,840 | 6,355 | 3,780 | 2,200 | 1,300 | 780 | – | 390 | 200 |
| Doppio    | Punti               | 75     | 50    | 30    | 16    | –     | 0   | – | –   | –   |
| Doppio    | Premi in denaro ($) | 4,645  | 2,700 | 1,630 | 965   | –     | 545 | – | –   | –   |

## Campioni

### Singolare
Zizou Bergs ha sconfitto in finale  Wu Tung-lin con il punteggio di 7–5, 6–2.

### Doppio
Federico Agustín Gómez /  Nicolás Kicker hanno sconfitto in finale  William Blumberg /  Luis David Martínez con il punteggio di 7–6(2), 4–6, [13–11].